# Aistopetalum multiflorum
Aistopetalum multiflorum är en tvåhjärtbladig växtart som beskrevs av Schlechter. Aistopetalum multiflorum ingår i släktet Aistopetalum och familjen Cunoniaceae. Inga underarter finns listade i Catalogue of Life.